# Билет за 9 евро
Билет за 9 евро (нем. 9-Euro-Ticket) — субсидированный билет, по которому пассажиры с 1 июня по 31 августа 2022 года могли путешествовать за 9 евро в месяц на местном и региональном транспорте по всей Германии.

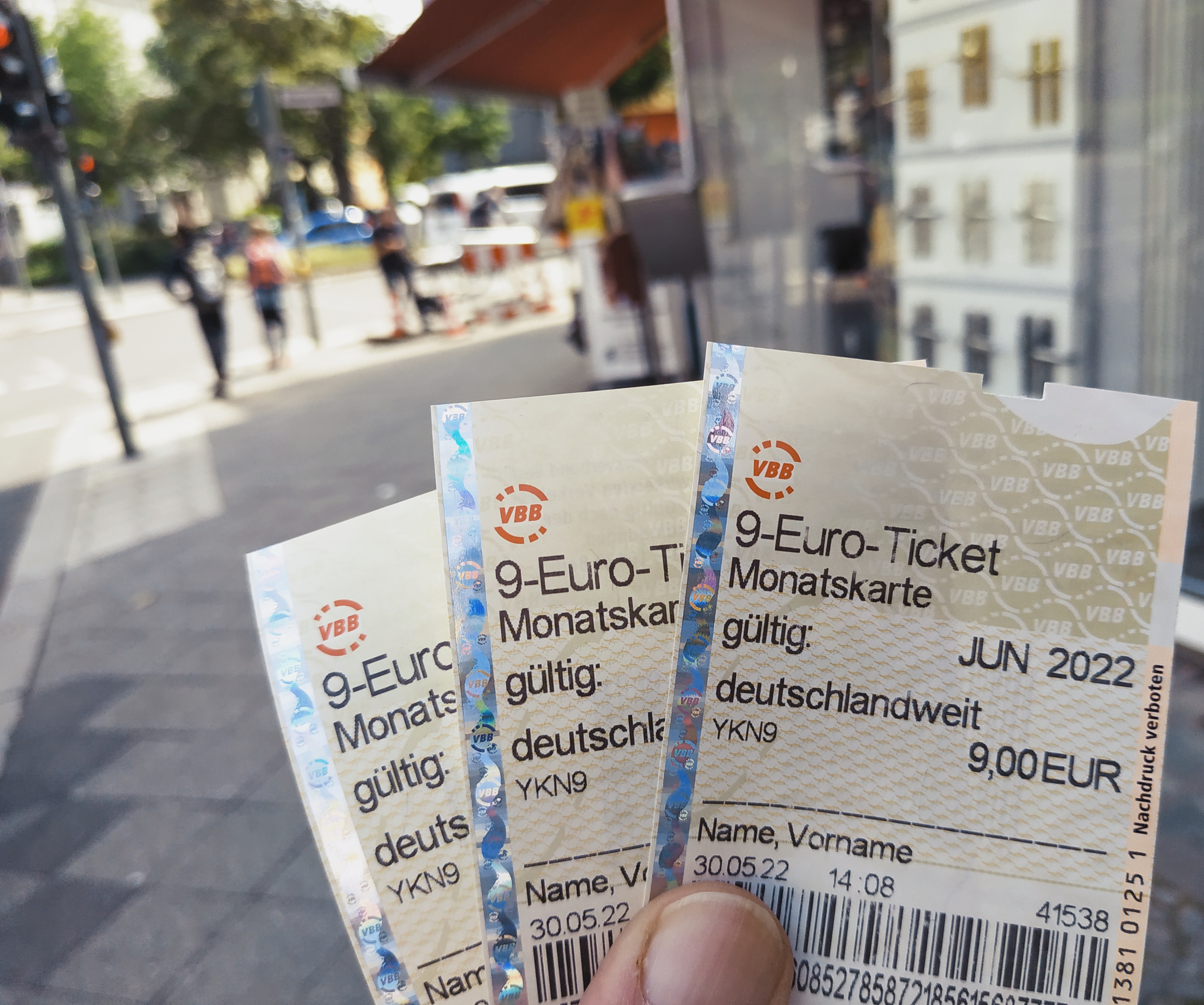
Билеты за 9 евро

Закон о вступлении в силу билета за девять евро был принят в мае 2022 года. Билеты за 9 евро не действовали в поездах дальнего следования (в частности, ICE, Eurocity), а также междугородних автобусах (за исключением местных маршрутов, включённых в единую тарифную сеть своего города или региона).
Внешний вид билетов был разный, в зависимости от федеральной земли.
Утверждается[кто?], что трехмесячный эксперимент Германии с билетами по 9 евро на неограниченное количество поездок в течение месяца на региональных железнодорожных сетях, трамваях и автобусах позволил сократить выбросы CO₂ примерно на 1,8 млн тонн. Der Spiegel назвал этот билет «крупнейшим экспериментом, который Германия когда-либо проводила в своей местной системе общественного транспорта». На август 2022 около 38 миллионов человек воспользовались таким билетом.

## Deutschlandticket
С января 2023 аналогичный билет (Deutschlandticket) будет стоить 49 евро в месяц. Федеральное правительство будет выделять полтора млрд евро в год на билет. Федеральные земли согласны совместно финансировать проект, но хотят получить больше средств от центральной власти для финансирования местного транспорта.

## Финансирование
Билет распространялся только на местный и региональный транспорт, который принадлежит землям Германии и их муниципалитетам. Федеральное правительство Германии оценивает стоимость проекта в 2,5 миллиарда евро.